# Camacinia othello
Camacinia othello là loài chuồn chuồn trong họ Libellulidae. Loài này được Tillyard mô tả khoa học đầu tiên năm 1908.